# Europeiska unionens civilskyddsmekanism
Europeiska unionens civilskyddsmekanism (engelska: European Civil Protection Mechanism, ECPM) är en mekanism inom Europeiska unionen, i vilken deltar de 27 medlemsstaterna i EU samt Albanien, Bosnien och Hercegovina, Island, Moldavien, Montenegro, Nordmakedonien, Norge, Serbien, Turkiet och Ukraina. Mekanismen inrättades 2001 och innebär att såväl anslutna länder som andra länder, FN-organ samt internationella organisationer kan begära hjälp hos (primärt) EU.
Europeiska unionens civilförsvarsmekanism hanteras på EU-nivå av det 2014 inrättade Centret för samordning av katastrofberedskap (engelska: Emergency Response Coordination Centre) under inom EU-förvaltningen i Bryssel. Sedan inrättandet 2001 har mekanismen aktiverats över 330 gånger. Exempel på insatser är i samband med Ebolautbrottet i Västafrika 2014 och jordbävningen i Albanien 2019. När mekanismen aktiveras kan Europeiska kommissionen medfinansiera upp till 75% av kostnaden.

## Kontaktmyndigheter
I varje land som är ansluten till civilförsvarsmekanismen finns en ansvarig kontaktmyndighet, som bland annat är ansvarig för landets begäran av hjälp. I Sverige är denna Myndigheten för samhällsskydd och beredskap.

## Reformerad civilskyddsmekanism
Till följd av Lissabonfördragets ikraftträdande den 1 december 2009 stärktes unionens befogenheter på civilskyddsområdet. Europaparlamentet och Europeiska unionens råd antog i december 2013 ett beslut om en ny civilskyddsmekanism.

## Förstärkt civilskyddsmekanism
2017 presenterade Europeiska kommissionen ett förslag om att stärka civilskyddsmekanismen, bland annat genom att unionen ska ha fler egna krishanteringsverktyg. Innan förslaget kunde träda i kraft var det tvunget att godkännas av Europaparlamentet och Europeiska unionens råd. Den 13 mars 2019 antog Europaparlamentet och Europeiska unionens råd ett beslut om att förstärka civilskyddsmekanismen.

### rescEU
Som en del av det förstärkta civilskyddet inrättades rescEU, en särskild reserv av insatskapacitet på unionsnivå som kan sättas in vid övermäktiga situationer när den befintliga kapaciteten på nationell nivå och den kapacitet som medlemsstaterna har på förhand ställt till Europeiska civilskyddspoolens förfogande inte räcker till. Kommissionen och medlemsstaterna beslutar om hur resurserna ska fördelas geografiskt för att uppnå adekvat effektivitet vid katastrofer.
Till en början omfattades rescEU en gemensam uppsättning av brandbekämpningsflyg och helikoptrar. I november 2019 utökades rescEU till att även ha kapacitet för luftburen vård och akutsjukvård.
Till följd av coronaviruspandemin 2019–2021 utökades rescEU till att även inkludera ett medicinskt beredskapslager, inklusive personlig skyddsutrustning för bekämpning av allvarliga gränsöverskridande hot mot människors hälsa. I samband med pandemin aktiverades mekanismen också för att ta hem EU-medborgare från drabbade länder, eller länder där EU-medborgare på grund av nationella åtgärder fastnat. Över 2 300 EU-medborgare fick hjälp att komma hem via mekanismen.

## Svenskt utnyttjande av Europeiska unionens civilförsvarsmekanism
Två av den italienska Protezione Civile vattenbombare av typ Bombardier 415 står i första hand i beredskap för insatser utanför Italien. 2014 och 2018 begärde Sverige assistans av vattenbombare. År 2014 skickade Italien och franska Sécurité Civiles två flygplan vardera till Västerås flygplats för att hjälpa till i bekämpningen av skogsbranden i Västmanland 2014. År 2018 bekämpade italienska flygplan vid två tillfällen (per juli 2018) från Örebro flygplats några av de många skogsbränder som härjat framför allt i olika delar av Sverige, liksom i juli två franska vattenbombare.[källa behövs]

## Folkligt stöd
I en Eurobarometer-undersökning som presenterades i februari 2024 uppgav 94 procent av de tillfrågade att andra EU-länder bör hjälpa ett EU-land vid en kris som är så omfattande att landet inte klarar av att hantera den på egen hand. 91 procent uppgav att samma typ av hjälp bör ges länder utanför EU.